# Zenon Głodek
Zenon Kazimierz Głodek – polski ekonomista, profesor nauk ekonomicznych.

## Życiorys
W 1968 r. ukończył studia ekonomiczne w Politechnice Szczecińskiej, w 1972 r. obronił pracę doktorską, w 1976 r. otrzymał stopień doktora habilitowanego. W 1990 r. uzyskał tytuł profesora nauk ekonomicznych. Został zatrudniony na Uniwersytecie Szczecińskim i w Akademii im. Jakuba z Paradyża w Gorzowie Wielkopolskim, gdzie pełnił funkcję rektora.